# Теорія гравітації Лесажа
У 1690 році женевський математик Нікола Фатіо де Дюйє, а згодом в 1756 Жорж Луї Лесаж в Женеві запропонували просту кінетичну теорію гравітації, яка дала механічне пояснення рівняння сили Ньютона. Через те, що робота Фатіо не була широко відомою і залишалася неопублікованою тривалий час, саме опис теорії Ле Сажем став темою підвищеного інтересу в кінці XIX століття, коли дана теорія була вивчена в контексті щойно відкритої кінетичної теорії газів. Таке механічне пояснення гравітації ніколи не мало широкого визнання і до початку XX століття теорія в цілому вважалася спростованою, в основному через проблеми, підняті Максвеллом, Пуанкаре. Крім того, у другому десятилітті XX століття Альберт Ейнштейн створив загальну теорію відносності, але, визнання до неї прийшло дещо пізніше. Хоча теорію Ле Сажа все ще розробляють деякі дослідники, основна наукова спільнота її зазвичай не розглядає як життєздатну теорію, вона становить переважно історичний інтерес.

## Основна теорія

Рис. 1. Одне тіло.
Немає чистої спрямованої сили

### Природа гравітації
Теорія стверджує, що сила гравітації — це результат руху крихітних частинок, які рухаються з великою швидкістю у всіх напрямках у Всесвіті. Інтенсивність потоку частинок в усіх напрямках припускається однаковою, таким чином, ізольований об'єкт A частинки вдаряють з усіх боків, в результаті чого він зазнає тиску всередину об'єкта, але не зазнає спрямованої сили (рис. 1).

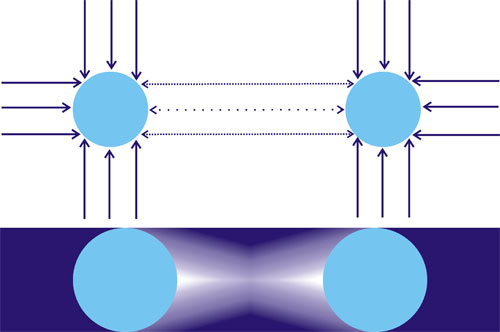
Рис. 2. Два тіла «притягують» одне́ о́дне

Однак, в разі присутності другого об'єкта B, частина частинок, які б ударили по об'єкту A з боку B, перехоплюються, в такому випадку B працює як екран, адже з напряму В об'єкт A вдарить менше частинок, ніж із протилежного напрямку. Аналогічно, об'єкт B буде вдарено меншою кількістю частинок з боку A, в порівнянні з протилежним боком. Тобто, можна сказати, що об'єкти A і B «екранують» один одного, і утворений дисбаланс сил притискає обидва тіла одне до одного (рис. 2). Таким чином, позірне тяжіння між тілами в цій теорії насправді є зменшеним тиском на тіло з боку інших тіл. Тому цю теорію іноді називають «push-гравітація» або «тіньова гравітація», хоча найчастіше зустрічається назва «гравітація Лесажа».

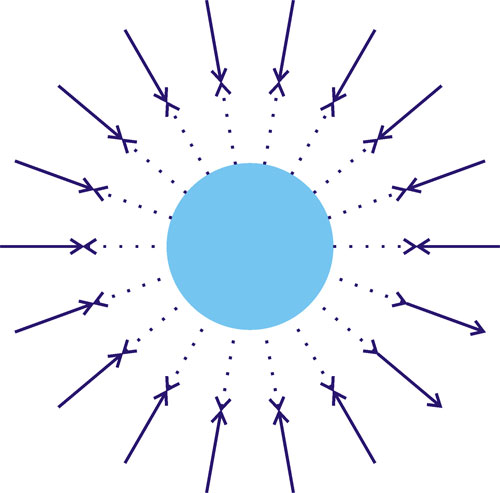
Рис. 3. Протилежні потоки

Якщо зіткнення тіла A і гравітаційної частинки абсолютно пружне, інтенсивність відбитих частинок буде настільки ж сильною, як і тих частинок, що приходять тобто чиста спрямована сила не виникне. Це твердження істинне і тоді, коли ми введемо друге тіло В, яке буде діяти як екран для гравітаційних частинок у напрямку тіла A. Гравітаційну частинку C, яка в звичайній ситуації вдарила би по об'єкту A, блокує В, але інша частинка D, яка в звичайній ситуації не вдарила би по A, перенаправляється пружним відбиттям від об'єкта B на об'єкт A, і отже замінює C. Таким чином, якщо зіткнення абсолютно пружне, відбиті частинки між об'єктами A і B повністю компенсують будь-який «екранувальний» ефект. Щоб пояснити суть гравітаційної сили, ми повинні припустити, що зіткнення частинок не є повністю пружним, або хоча б те що відбиті частинки сповільнюються, адже їхній імпульс зменшується після зіткнення. Це призведе до того що від об'єкта А відходить потік зі зменшеним імпульсом, а приходить потік з незміненим імпульсом, так з'являється чистий імпульс, спрямований до центру об'єкта A (рис. 3). Якщо прийняти це припущення, то відбиті частинки у випадку 2 взаємодії тіл, повністю не компенсують ефекту екрану, через те, що відбитий потік слабший, ніж той, що падає на тіло.

### Обернено-квадратична залежність

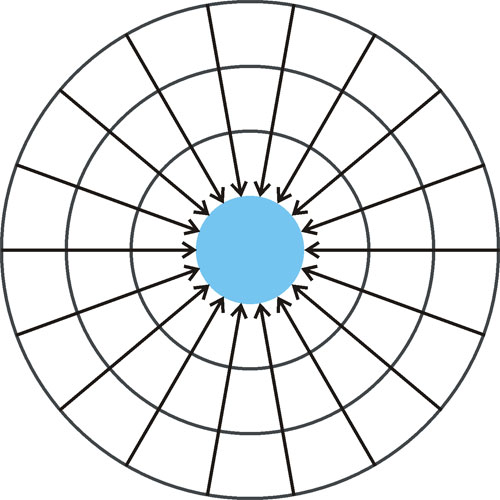
Рис. 4. Обернено-квадратична залежність

З припущення, що деякі (або всі) гравітаційні частинки, що сходяться на об'єкті, абсорбуються або сповільнюються цим об'єктом, слідує, що інтенсивність потоку гравітаційних частинок, що випускається від більшого об'єкта, менша ніж інтенсивність потоку, що падає на цей об'єкт. Можна припустити, що цей дисбаланс імпульсу потоку і відповідно сили прикладеної до будь-якого тіла поблизу об'єкта, розподілений по сферичній поверхні з центром на даному об'єкті (рис. 4). Дисбаланс імпульсу потоку над усією сферичною поверхнею, яка оточує об'єкт, не залежить від розміру навколишньої сфери, в той же час площа поверхні сфери зростає пропорційно квадрату радіуса. Отже, дисбаланс імпульсу на одиницю площі зменшується в обернено-квадратичній залежності від відстані.

### Пропорційність масі
З фактів, наведених вище, слідує, що виникає сила, прямо пропорційна тільки поверхні тіла. Але сила гравітації пропорційна також масам. Щоб задовольнити необхідність пропорційності масі, теорія стверджує, що: а) базові елементи матерії дуже малі, тому матерія переважно складається з порожнього простору; б) що гравітаційні частинки настільки малі, що лише дуже мала частина з них перехоплюється матерією. Як наслідок, «тінь» кожного тіла прямо пропорційна площі поверхні кожного з базових елементів матерії. Якщо тепер припустити, що елементарні непрозорі (для гравітаційних частинок) елементи всієї матерії ідентичні (мають таке ж відношення густини до площі поверхні), то з цього випливає, що ефект екрана (хоча б приблизно) пропорційний масі (рис. 5).

## Ранній розвиток теорії

### Фатіо
Фатіо представив перше формулювання своїх думок про гравітацію в листі до Гюйгенса навесні 1690 року. Два дні по тому він зачитав зміст листа перед Лондонським Королівським товариством. У наступні роки Фатіо написав кілька чорнових рукописів своєї головної праці «Про причину гравітації» («De la Cause de la Pesanteur»). Деякі фрагменти цих рукописів потім придбав Ле Саж (див. нижче), і 1944 року їх знайдено розкиданими серед його паперів. На підставі цих фрагментів і конспекту, який зробив сам Фатіо, Бернар Ганєбен спробував відновити праці Фатіо. Ганєбен не знав, що повна копія одної з ранніх чернеток, написаних у 1701 році, яку знайшов Карл Бопп у 1915 році серед паперів сім'ї Бернуллі, лягла в основу видання праці Фатіо, яку Бопп опублікував у 1929 році. Видання Боппа докладніше, ніж видання Ганєбена, але видання Ганєбена включає виправлення, які Фатіо зробив до 1743 року включно, на 40 років пізніше від створення чернетки, на якій ґрунтується видання Боппа. (Детальний аналіз праці Фатіо і порівняння між виданнями Боппа і Ганєбена — дивіться у публікації Цехе.) Наведений нижче опис переважно ґрунтується на виданні Боппа. Фатіо дав назви «Проблеми I—IV», тоді як між проблемою I і проблемою II формулюється 5 теорем. Проблеми II—IV складають другу половину видання Боппа і містять математичні найпередовіші ідеї теорії Фатіо, але Ганєбен не включив їх у своє видання праць Фатіо.

#### Деякі властивості теорії Фатіо

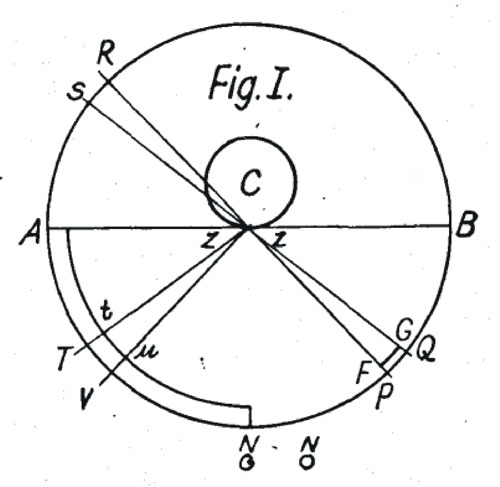
Рис. 6. Піраміда Фатіо

Піраміда Фатіо (Проблема I). Фатіо припустив, що всесвіт наповнений дрібними корпускулами, які рухаються з дуже високою швидкістю хаотично і прямолінійно в усіх напрямках. Щоб проілюструвати свої думки, він використав такий приклад: уявімо об'єкт С, на якому розташована нескінченно маленька площадка zz і намальована сфера з центром у zz. У цю сферу Фатіо помістив піраміду PzzQ, в якій деякі корпускули рухаються в напрямку zz, а також деякі корпускули, які вже були відбиті об'єктом C і, отже, залишають площину zz. Фатіо припустив, що середня швидкість відбитих частинок менша і отже імпульс менший ніж у корпускул, які падають на тіло. В результаті виходить один потік, який штовхає всі тіла в напрямку до zz. Таким чином, з одного боку швидкість потоку залишається сталою, але з іншого боку при більшій близькості до zz густина потоку збільшується і отже його інтенсивність пропорційна 1/r2. А оскільки навколо C можна намалювати нескінченну кількість таких пірамід, то пропорційність 1/r2 застосовна до всієї ділянки навколо C.
Зменшена швидкість. Щоб підтвердити припущення, що корпускули після відбиття рухаються зі зменшеними швидкостями, Фатіо зробив такі припущення: a) звичайна речовина або гравітаційні корпускули, або і те й інше — непружні; б) зіткнення повністю пружні, але корпускули не абсолютно тверді, і, отже, переходять після зіткнення у стан коливання і (або) c) через тертя корпускули починають після зіткнення обертатися. Ці уривки теорії Фатіо — найменш зрозумілі, бо він ніколи точно не вирішив, який з варіантів зіткнень найкращий. Однак, в останній версії своєї теорії в 1742 році він скоротив пов'язані уривки і написав «повна пружність або сила пружності» для корпускул і «неповна пружність» для звичайної речовини, отже корпускули повинні відбиватися зі зменшеними швидкостями. До того ж, Фатіо зіткнувся з іншою проблемою: що відбувається, коли корпускули стикаються одна з одною? Непружне зіткнення призводить до постійного зменшення швидкості корпускул і, отже, до зменшення гравітаційної сили. Щоб уникнути цієї проблеми, Фатіо припустив, що діаметр корпускул дуже малий у порівнянні з відстанню між ними, таким чином, взаємодії між корпускулами відбуваються дуже рідко.
Конденсація. Щоб пом'якшити суперечності, які виникли через те, що чим менша швидкість корпускул, тим більше їх буде акумулюватися біля тіл, Фатіо припустив, що корпускули відбиваються в піраміду TzzV. У той же час, якщо корпускули, що приходять з боку PQ, досягають C, то відбиті частки не досягають TV, а прибувають у tu. Однак, це не призводить до нескінченного накопичення частинок, а тільки до конденсації, позаяк збільшена густина залишається незмінною. Фатіо вказав на те, що, за подальшого збільшення швидкості, Tt може стати як завгодно малим відносно TZ.

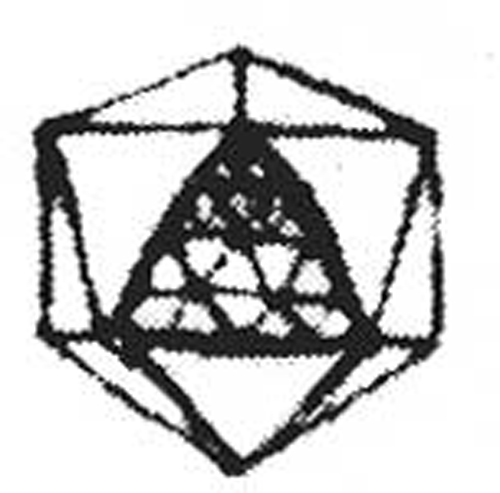
Рис. 7. Модель речовини з кристалічною решіткою (двадцятигранник)

Пористість звичайної речовини. Щоб забезпечити пропорційність масі, Фатіо припустив, що звичайна речовина має надзвичайну проникність для гравітаційної рідини (потоку корпускул). Він зробив зразки 3 моделей, щоб підтвердити своє припущення. a) Фатіо припустив, що матерія складається з маленьких «кульок», діаметр яких порівняно з відстанню між ними «нескінченно» малий. Але він відкинув це припущення, на підставі того, що за таких умов «кульки» будуть притягатися одна до одної, і тіло не буде залишатися «стабільним». б) Після цього він припустив, що «кульки» можуть бути з'єднані лініями або прутами, і формують свого роду кристалічну ґратку. Однак і цю модель він визнав непридатною. Якщо деякі атоми розташовані поруч один з одним, то гравітаційна рідина не зможе проникнути в цю структуру однаково з усіх боків, і, відповідно, пропорційність масі неможлива. в) Зрештою, Фатіо прибрав і «кульки», залишивши тільки лінії або сітку, зробивши лінії «нескінченно» меншими від відстані між ними, досягши в такий спосіб максимальної проникності.
Сила тиску корпускул (Проблема II). Вже в 1690 році Фатіо припустив, що «штовхальна сила», яку корпускули викликають на рівній площині, в 6 разів менша, ніж сила, яку б створили ці ж корпускули, якби вони рухалися по нормалі до поверхні. Фатіо доводить своє припущення шляхом визначення сили, яку викликають корпускули на певну точку площини zz. Він виводить формулу p = ρ v²zz/6. Цей розв'язок дуже схожий на відому в кінетичній теорії газів формулу p = ρ v²/3, яку 1738 року вивів Даніель Бернуллі. Це перше спостереження близької аналогії між таким видом гравітаційних теорій і кінетичною теорією газів — задовго до розвитку базових концепцій пізнішої з теорій. Однак значення, яке отримав Бернуллі, у 2 рази більше, ніж значення Фатіо, тому що (відповідно з Цехе) Фатіо врахував тільки значення mv для зміни імпульсу після зіткнення, а не 2mv і, отже, отримав неправильний результат (його результат правильний тільки для абсолютно непружного зіткнення). Фатіо намагався використати свій розв'язок не тільки для пояснення гравітації, але також і для пояснення поведінки газів. Він спробував сконструювати термометр, який мав показувати «стан руху» молекул повітря і, отже, підраховувати температуру. Але Фатіо (на відміну від Бернуллі) не ідентифікував теплоту з рухом частинок повітря, він використовував іншу рідину, яка мала відповідати за цей ефект. Також не відомо, чи вплинули праці Фатіо на Бернуллі.
Нескінченність (Проблема III). У цьому розділі Фатіо досліджує зв'язок між поняттям «нескінченність» і її відношенням до своєї теорії. Фатіо часто пояснював свої припущення тим фактом, що різні явища «нескінченно менші або нескінченно більші» ніж інші, тому багато проблем можна зменшити до невизначеного значення. Наприклад, діаметр «перегородок» «нескінченно менший», ніж відстань між ними або що швидкість корпускул «нескінченно більша», ніж у звичайній речовині, або різниця швидкостей відбитих і невідбитих корпускул «нескінченно маленька».
Опір середовища (Проблема IV). Це математично найскладніша частина теорії Фатіо. Тут він намагається оцінити опір потоку корпускул тілам, що рухаються. Припустимо, що u — швидкість звичайної речовини, v — швидкість гравітаційних частинок і ρ — густина середовища. У разі якщо v << u і ρ = const, Фатіо зробив висновок що опір дорівнює ρu2. У разі якщо v >> u і ρ = const, опір дорівнює 4/3 ρuv. У цьому місці Ньютон констатував, що відсутність опору орбітальному руху планет вимагає надзвичайної розрідженості будь-якого середовища в космосі. Тому Фатіо зменшив густину середовища і заявив, що, щоб зберегти достатню гравітаційну силу, це зменшення слід компенсувати зміною v «обернено пропорційною кореню квадратному з густини». Це випливає з корпускулярного тиску Фатіо, який пропорційний ρv2. Відповідно до Цехе, ідея Фатіо збільшити v до дуже великих значень дійсно зробить опір дуже маленьким, порівняно з гравітацією (і взагалі як завгодно маленьким), оскільки опір у моделі Фатіо пропорційний ρuv, а гравітація (тобто тиск корпускул) пропорційна ρv2.
З іншого боку, сам Фатіо заявляв, що хоча Ньютон особисто прокоментував, що теорія Фатіо є найкращим можливим механічним поясненням гравітації, він також визнавав, що Ньютон схилявся до ідеї, що дійсна причина тяжіння не є механічною. Також, Д. Грегорі зробив замітку в своїй «Memoranda» «Містер Ньютон і містер Галлей сміялися над манерою викладу гравітації Фатіо». Це він нібито зазначив 28 грудня 1691 року. Однак, справжня дата невідома, бо і використане чорнило, і перо відрізняються від решти сторінки. Після 1694 року стосунки між двома вченими охололи.

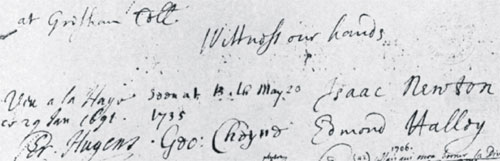
Рис. 8. Підписи Галлея, Гюйгенса і Ньютона на папері Фатіо

Думки Ньютона про теорію Фатіо дуже різняться. Наприклад, після опису необхідних умов механічного пояснення гравітації, 1692 року він написав у (неопублікованій) записці у власній копії «Principia»:
Унікальну гіпотезу, яка може пояснити гравітацію, розробив найгеніальніший геометр містер Н. Фатіо.
Гюйгенс був першою людиною, яку Фатіо поінформував про свою теорію, але він ніколи не визнавав теорію правильною. Фатіо вірив, що переконав Гюйгенса в спроможності своєї теорії, але Гюйгенс спростував це в своєму листі до Лейбніца. Також існувало коротке листування про теорію між Фатіо і Лейбніцем. Лейбніц критикував теорію Фатіо за існування порожнього простору між частинками, існування якого заперечував Лейбніц на філософської ґрунті. Якоб Бернуллі виявив інтерес до теорії Фатіо, і спонукав останнього записати свої думки про гравітацію в цілісному рукописі, що той і зробив. Бернуллі після цього зробив копію рукопису, яка тепер міститься в бібліотеці університету в Базелі і на якій ґрунтується видання Боппа.
Проте, теорія Фатіо залишалася переважно невідомою (крім деяких винятків, наприклад Крамера і Лесажа) через те, що: a) він не зміг формально опублікувати свої роботи і б) він потрапив під вплив групи релігійних фанатиків «Французькі пророки» («French prophets»), яка належала до французької протестантської течії камізарів (camisards), які в цей історичний період підняли повстання проти релігійних переслідувань у Франції, що підірвало його публічну репутацію.

### Крамер, Редекер
У 1731 році швейцарський математик Габріель Крамер опублікував дисертацію, в кінці якої з'явився нарис теорії дуже схожої на теорію Фатіо (включно зі «сіткоподібною» структурою речовини, аналогією зі світлом, екрануванням тощо), але без згадки імені Фатіо. Фатіо знав, що Крамер мав доступ до копії його головної роботи, тому він звинуватив Крамера в плагіаті теорії без розуміння її. Крамер також поінформував Лесажа про теорію Фатіо в 1749 році. У 1736 році німецький лікар Редекер теж публікує схожу теорію. Згідно з Превостом, Редекер припустив, що частинки в його моделі абсолютно непружні, але не дав точного аналізу явища. Чи існував зв'язок між Фатіо і Редекером — невідомо.

### Ле Саж
Перший опис своєї теорії «Твір про походження мертвих сил» (Essai sur l'origine des forces mortes) Лесаж відправив до Паризької Академії наук 1748 року, але він ніколи не був опублікований. Так, за словами Лесажа, після створення і надіслання свого есе, він дізнався про теорії Фатіо, Крамера і Редекера. Тільки в 1756 році вперше опубліковано один з описів його теорії. А вже 1758 року він надіслав детальніший опис теорії «Тест із механічної хімії» (Essai de Chymie Méchanique) на конкурс до Академії наук Руана. У цій праці він намагався пояснити як природу гравітації, так і сили хімічного тяжіння. Опис теорії, який став доступним широкому загалу, називався «Лукреція ньютонівська» (Lucrèce Newtonien), в ньому розкрито відповідність теорії з уявленнями Лукреція. Ще один опис теорії із записів Лесажа опублікував після смерті автора в 1818 році П'єр Прево.

## Критика
Критики теорії Лесажа відзначали багато її слабких місць, особливо з точки зору термодинаміки. Джеймс Максвелл показав, що в моделі Лесажа енергія неодмінно перейде в теплову і швидко розплавить будь-яке тіло. Анрі Пуанкаре підрахував (1908), що швидкість корпускул повинна бути на багато порядків вищою від швидкості світла, і їхня енергія спопелила б усі планети. Відзначено й непереборні логічні труднощі:
- Якщо тяжіння викликане екрануванням, то Місяць у ті моменти, коли він перебуває між Землею і Сонцем, повинен істотно впливати на силу тяжіння цих тіл і, відповідно, на траєкторію Землі, проте нічого подібного насправді не спостерігається.
- Тіло, яке швидко рухається, повинне зазнавати з боку корпускул надлишкового тиску спереду.

Спроба Джорджа Дарвіна замінити корпускули хвилями в ефірі виявилася також невдалою. В огляді 1910 року модель Лесажа впевнено характеризується як неспроможна.